# Les Enquêtes de Dan Sommerdahl
Les Enquêtes de Dan Sommerdahl (Sommerdahl) est une série télévisée policière danoise diffusée depuis le 1er mars 2020 sur TV 2 Charlie, d'après un roman d'Anna Grues.
En France, la série est diffusée sous forme d'épisodes de 90 minutes depuis le 14 novembre 2021 sur France 3, et au Québec depuis le 18 août 2022 sur ICI TOU.TV. Elle reste inédite dans les autres pays francophones.

## Synopsis
Dan Sommerdahl est policier à Elseneur, avec Flemming Torp ils mènent des enquêtes sur des meurtres. Il a des problèmes de couple, sa femme Marianne (qui fréquentait Flemming dans sa jeunesse) trouve qu'il fait passer son travail avant elle et leur fille. S'ensuivent des relations complexes entre les trois principaux protagonistes.

## Distribution

### Acteurs principaux
- Peter Mygind : Dan Sommerdahl
- Laura Drasbæk (VF : Danièle Douet) : Marianne Sommerdahl
- André Babikian (da) (VF : Jean-François Cros) : Flemming Torp
- Peter Gantzler : Svend (saisons 1 à 3)
- Mathias Käki Jørgensen : Benjamin
- Lotte Merete Andersen : Haanegard

 Source et légende : version française (VF) sur RS Doublage

## Épisodes

### Première saison (2020)
1. Jusqu'à ce que la mort nous sépare (Til døden os skiller)
2. L'Appât du gain (Kontakt søges…)
3. Boomerang (Gengældelsen)
4. Contre son camp (Fatalt selvmål)

### Seconde saison (2021)
1. Illusions perdues (Tabte drømme)
2. Juliette et son Roméo (Kærligheden tåler (næsten) alt)
3. Concours gastronomique (Den man tugter, elsker man)
4. Un homme en or (Når målet helliger midlet)

### Troisième saison (2022)
1. Émotions refoulées (Fortrængte følelser)
2. Manœuvres à la marina (Nordens Cannes)
3. Pour Dieu et la patrie (For Gud og fædreland)
4. Les chiens ne font pas des chats (Fair Play)

### Quatrième saison (2023)
1. Jusqu'à la lie (Belønning og straf)
2. Anguille sous roche
3. Belle Hélène
4. Juste quelqu'un de bien

## Audiences

### Audiences en France

#### Saison 1 (2021)
| Épisode | Diffusion                 | Diffusion     | Audience moyenne          | Audience moyenne                       | Audience moyenne         | Audience moyenne | Réf.  |
| Épisode | Jour                      | Horaire       | Nombre de téléspectateurs | Part de marché (sur les 4 ans et plus) | Part de marché (FRDA-50) | Classement       | Réf.  |
| ------- | ------------------------- | ------------- | ------------------------- | -------------------------------------- | ------------------------ | ---------------- | ----- |
| 1       | Dimanche 14 novembre 2021 | 21:05 - 22:40 | 2 480 000                 | 10,8 %                                 | 2,9 %                    | 3e               | [ 3 ] |
| 2       | Dimanche 21 novembre 2021 | 21:05 - 22:40 | 2 630 000                 | 11,8 %                                 | 2,5 %                    | 3e               | [ 4 ] |

#### Saison 2 (2023)
| Épisode | Diffusion               | Diffusion     | Audience moyenne          | Audience moyenne                       | Audience moyenne         | Audience moyenne | Réf.  |
| Épisode | Jour                    | Horaire       | Nombre de téléspectateurs | Part de marché (sur les 4 ans et plus) | Part de marché (FRDA-50) | Classement       | Réf.  |
| ------- | ----------------------- | ------------- | ------------------------- | -------------------------------------- | ------------------------ | ---------------- | ----- |
| 1       | Dimanche 11 juin 2023   | 21:10 - 22:40 | 2 160 000                 | 11,8 %                                 | 0,9 %                    | 2e               | [ 5 ] |
| 2       | Dimanche 18 juin 2023   | 21:10 - 22:40 | 1 680 000                 | 8,7 %                                  | 1,1 %                    | 4e               | [ 6 ] |
| 3       | Dimanche 25 juin 2023   | 21:10 - 22:40 | 1 920 000                 | 10,6 %                                 | 0,8 %                    | 4e               | [ 7 ] |
| 4       | Dimanche 2 juillet 2023 | 21:10 - 22:40 | 1 850 000                 | 9,6 %                                  | 1,4 %                    | 3e               | [ 8 ] |

#### Saison 3 (2023)
| Épisode | Diffusion                | Diffusion     | Audience moyenne          | Audience moyenne                       | Audience moyenne         | Audience moyenne | Réf.   |
| Épisode | Jour                     | Horaire       | Nombre de téléspectateurs | Part de marché (sur les 4 ans et plus) | Part de marché (FRDA-50) | Classement       | Réf.   |
| ------- | ------------------------ | ------------- | ------------------------- | -------------------------------------- | ------------------------ | ---------------- | ------ |
| 1       | Dimanche 9 juillet 2023  | 21:10 - 22:40 | 2 020 000                 | 11,7 %                                 | 1,5 %                    | 3e               | [ 9 ]  |
| 2       | Dimanche 16 juillet 2023 | 21:10 - 22:40 | 2 010 000                 | 11,1 %                                 | 1 %                      | 3e               | [ 10 ] |